# Zuwanderung in die Deutsche Demokratische Republik aus der Bundesrepublik Deutschland

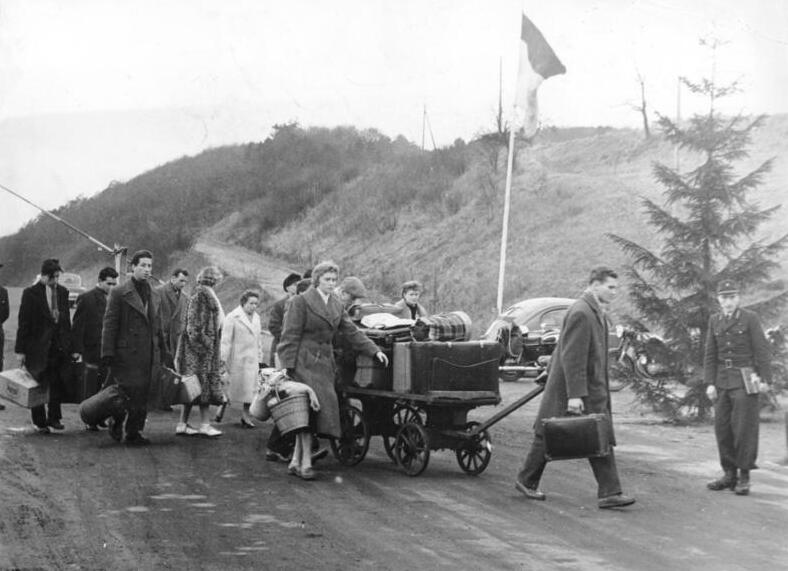
Immigranten aus Westdeutschland auf dem Weg zur Aufnahmestelle.

Die Zuwanderung in die Deutsche Demokratische Republik aus der Bundesrepublik Deutschland (auch: West-Ost-Migration) umfasst Menschen, die aus der Bundesrepublik Deutschland in die Deutsche Demokratische Republik (DDR) umsiedelten. Diese wurden in der DDR als Westflüchtlinge bezeichnet. Knapp 500.000 Menschen taten dies im Verlauf des Kalten Krieges. Nur ein Drittel von ihnen kam als Zuziehende in die DDR, zwei Drittel waren Rückkehrer, die zuvor aus der DDR in den Westen geflohen waren.

## Geschichte
Von 1949 bis 1953 zogen pro Jahr etwa 25.000 Menschen von West nach Ost. Viele davon zogen in die DDR, wo laut Verfassung Arbeit und Wohnraum sowie die deutsche Einheit Staatsziele waren. Ab 1953 förderte die DDR den Zuzug aus der Bundesrepublik und warb gezielt Wissenschaftler, Künstler und Facharbeiter an, so dass bis 1957 jährlich etwa 70.000 in den Osten umsiedelten. Rückkehrer erhielten in ihren Heimatorten ihr beschlagnahmtes Eigentum zurück und wurden bei der Vergabe von Wohnungen bevorzugt. Allein 1957 waren es etwa 50.000. Im Laufe des Jahres 1957 wurden wegen wachsender Unzufriedenheit unter der Bevölkerung gegenüber den Zuwanderern die meisten Vergünstigungen abgeschafft. Als das Wirtschaftswunder in der Bundesrepublik dort den Wohnungsmangel und die Arbeitslosigkeit weitgehend beendet hatte und ab 1961 eine mögliche Rückkehr durch den Mauerbau unmöglich wurde, sank in den folgenden Jahrzehnten die jährliche Zahl der Zuwanderer in die DDR auf 1000 bis 5000.
In der amtlichen Statistik erschien nicht, wer ohne Abmeldung des bundesdeutschen Wohnsitzes in die DDR übersiedelte.
1967 flohen 71 Bundeswehrsoldaten in die DDR. 1970 waren es 17. In den 1970er- und 1980er-Jahren lag die Zahl im niedrigen einstelligen Bereich.

### Gründe
Der Großteil der Emigranten hatte meistens eher persönliche als politische Gründe, besonders die, die zuvor in die BRD geflohen waren. Sie waren oft enttäuscht von dem Westen oder sie hatten Heimweh.

### Aufnahmelager
1957 verabschiedete die DDR ein Gesetz, das besagte, dass jeder Westflüchtling bei der Ankunft in einem Aufnahmelager untergebracht werden musste. Das Gesetz war als Schutzmaßnahme gegen westliche Spione, Kriminelle sowie politische Gegner gedacht. Immigranten mussten meist etwa zwei Monate in den Aufnahmelagern bleiben.
Geschätzt die Hälfte derer, die um eine Aufnahme in der DDR ersuchten, wurden „rückgeschleust“ – auch Menschen, die aus politischer Überzeugung kommen wollten. Manchen von ihnen wurde deutlich gemacht, „dass sie für den Sozialismus am meisten tun könnten, wenn sie dort blieben, wo sie seien, und sich vielleicht geheimdienstlich für die DDR engagierten“.
Die DDR besaß eine Vielzahl von Aufnahmelagern, welche jährlich etwa drei Millionen Mark zur Aufrechterhaltung kosteten und etwa 285 Leute beschäftigten. Immigranten wurden vor ihrer Entlassung erst abgehört und durch die ostdeutsche Kriminalpolizei untersucht.

Da die Immigration nach Ostdeutschland in späteren Jahren relativ niedrig ausfiel, waren die Lager stark unterbelastet. Als Folge wurden mehrere Aufnahmestätten geschlossen und die Plätze in den weiteren Aufnahmelagern wurden drastisch reduziert. Als die DDR 1979 beschloss, die zentrale Aufnahmestätte Röntgental zu bauen, schlossen die restlichen Aufnahmelager schnell. 1986 wurde das letzte Lager, Molkenberg, nach Röntgental verlegt. In der Aufnahmestätte Röntgental wurden unter anderem mehrere RAF-Terroristen für einige Zeit untergebracht. 

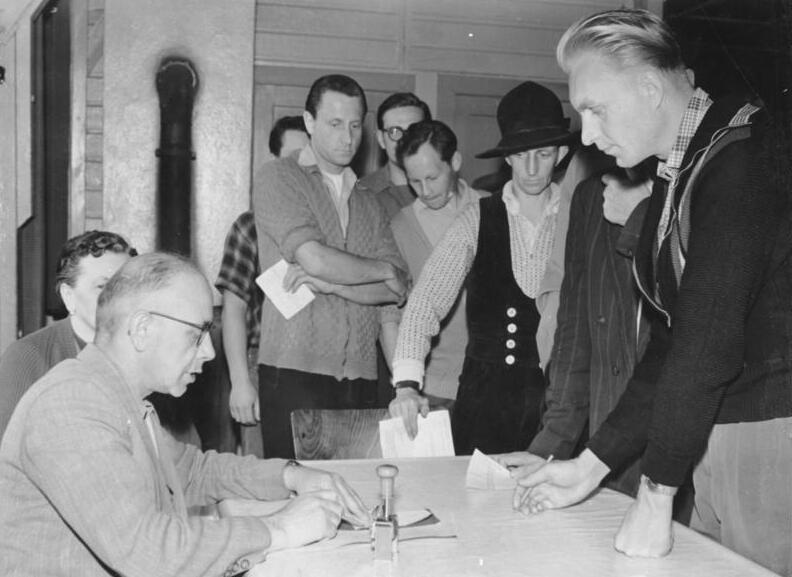
Neuangekommene Immigranten im Aufnahmelager Blankenfelde.

 Die zentralstaatlichen ostdeutschen Aufnahmestätten waren zum Beispiel Eisenach, Barby, Saasa und Pritzier sowie 1979 Röntgental. Bezirkliche Lager waren beispielsweise Potsdam, Fürstenwalde, Karl-Marx-Stadt, Berlin-Weißensee, Molkenberg und Zirkelschacht. Immigranten wurden meist erst in zentralstaatlichen Lagern und dann in bezirklichen Lagern untergebracht.

### Empfang
Die Emigranten wurden oft von der DDR als Mittel der Propaganda benutzt. In Westdeutschland wurden die Emigranten von vielen als Verräter gesehen.